# COVID-19-Pandemie in Chile
Die COVID-19-Pandemie in Chile tritt als regionales Teilgeschehen des weltweiten Ausbruchs der Atemwegserkrankung COVID-19 auf. Das Ende 2019 neu aufgetretenen Virus SARS-CoV-2 aus der Familie der Coronaviren verursacht die COVID-Infektionen. Die COVID-19-Pandemie hat sich seit Dezember 2019 von China ausgehend ausgebreitet. Seit dem 11. März 2020 stuft die Weltgesundheitsorganisation (WHO) das COVID-Ausbruchsgeschehen als Pandemie ein.

## Verlauf
Am 3. März 2020 wurde der erste COVID-19-Fall in Chile bestätigt. Ein Kinderarzt war am 25. Februar mit seiner Frau von einer einmonatigen Asienreise zurückgekehrt und hatte sich am 1. März mit hohem Fieber in die Notaufnahme eines Krankenhauses in Talca begeben. In den WHO-Situationsberichten tauchte dieser Fall erstmals am 4. März 2020 auf. Am 4. März wurde auch die erste SARS-CoV-2-Infektion in der Hauptstadt Santiago de Chile bekannt gegeben: Eine Ärztin aus dem deutschen Krankenhaus der Metropole erkrankte nach der Rückkehr von einer Reise nach Norditalien. Bis zum 8. März erhöhte sich die Zahl der bestätigten Infektionsfälle in dem Land auf acht, darunter neben Kontaktpersonen der beiden Ärzte in Talca und Santiago ein Mann aus Puerto Montt, der am 3. März aus Spanien zurückgekehrt war, und eine Frau aus Las Condes, die Besuch von infizierten Verwandten aus New York erhalten hatte.
Bis zum 22. April 2020 wurden von der WHO 10.832 COVID-19-Fälle und 147 Todesfälle in Chile bestätigt. Im Mai 2020 stieg die Anzahl der täglichen Neuinfektionen stark an; per 31. Mai 2020 gab es bereits 94.858 Fälle und 997 Todesopfer. Nach Höchstzahlen von fast 7.000 täglichen Neuinfektionen Mitte Juni ging deren Anzahl danach langsam zurück; zum 31. Juli berichtete Chile 353.536 Fälle und 9.377 Verstorbene an die WHO. 
Am 6. Juli 2020 hatte Chile die höchste Infektionsrate pro 100.000 Einwohner der Welt.
Im Februar 2021 zählte Chile zu denjenigen Staaten, die weltweit den schnellsten Impffortschritt verbuchen konnten. In nur drei Wochen wurden über 3,1 Millionen Impfdosen verimpft. Ende März 2021 waren etwa 35 % aller Chilenen mindestens einmal geimpft worden, jeder Achte zweimal.
Trotz des Impffortschritts stieg die Zahl der Infizierten weiter an, und die Regierung verordnete im März strengere Maßnahmen. In der letzten Märzwoche wurden an einem Tag erstmals über 7000 Neuinfektionen registriert. 95 Prozent der Intensivbetten waren belegt.
Am zweiten Juniwochenende wurde die Stadt Santiago de Chile abgeriegelt. Mitte Juni 2021 berichteten internationale Medien, dass trotz einer Impfquote von etwa 60 % mit mindestens einer Impfung und 40 % mit vollständiger Impfung zahlreiche, auch junge, Menschen infiziert seien, die Überlastung der Intensivstationen so hoch sei, dass viele Menschen abgewiesen und zuhause behandelt würden, und dass die Todeszahlen auch unter jungen Menschen hoch seien. Als mögliche Erklärung wird angeführt, dass in Chile der Impfstoff des Herstellers Sinovac verimpft wird, der zwar vor schweren Verläufen schütze, weniger aber vor einer Infektion, sodass auch Geimpfte die Infektion verbreiten können. Ein Verzicht auf Maßnahmen der sozialen Distanzierung, wie dies in Chile geschehen sei, gefährde daher vor allem Ungeimpfte. Inwieweit die Variante P1 für die Ausbreitung verantwortlich sei, sei nicht genau zu sagen; dass sich Jüngere und Schwangere ansteckten, deute jedoch darauf hin.

## Maßnahmen
Auch in Chile führte die Ausbreitung von COVID-19 zu verstärkten Einreisekontrollen, Gesundheitsprüfungen und Einreisesperren. Seit dem 18. März 2020 hat Chile seine Luft-, See- und Landgrenzen für die Einreise von Ausländern geschlossen. Ausgenommen sind in Chile ansässige Ausländer mit Aufenthaltserlaubnis. Für alle Einreisenden gilt eine 14-tägige „häusliche Isolierung“, selbst wenn keine Symptome einer COVID-19-Erkrankung vorliegen und kein Kontakt zu einem Infizierten bestanden hat.
Zum Stand 16. Juli 2020 dauerten die Einreisesperre sowie die Quarantänemaßnahmen an. Es gilt eine allgemeine nächtliche Ausgangssperre von 22 Uhr bis 5 Uhr. Weitere Ausgangssperren wurden für einzelne Städte oder Provinzen verhängt, insbesondere für die Hauptstadt Santiago de Chile.
Im Einzelnen wurden folgende Maßnahmen angeordnet:
- Maskenpflicht in öffentlichen Verkehrsmitteln, in Seilbahnen und Aufzügen sowie unter anderem in Supermärkte, Apotheken, Hotels und Gesundheitseinrichtungen, wenn sich dort 10 oder mehr Personen aufhalten;
- Generelle Ausgangssperre für Personen ab 75 Jahren in ganz Chile;
- Schließung der Kindergärten und Schulen;
- Schließung von Kinos, Theatern, Restaurants, Kneipen, Diskotheken, Fitnessräumen und Sportstätten;
- Verbot öffentlicher Veranstaltungen mit mehr als 50 Personen;
- Verbot von Besuchen in Pflegeheimen;
- Verbot des Einlaufens von Kreuzfahrtschiffen in chilenische Häfen vom 15. März bis 30. September 2020.

## Statistik
Die Fallzahlen entwickelten sich während der COVID-19-Pandemie in Chile wie folgt:

### Infektionen

Bestätigte Infizierte in Chile nach Daten der WHO. Oben kumuliert, unten Tageswerte

### Todesfälle

Bestätigte Todesfälle in Chile nach Daten der WHO. Oben kumuliert, unten Tageswerte